# Theodor Kullak

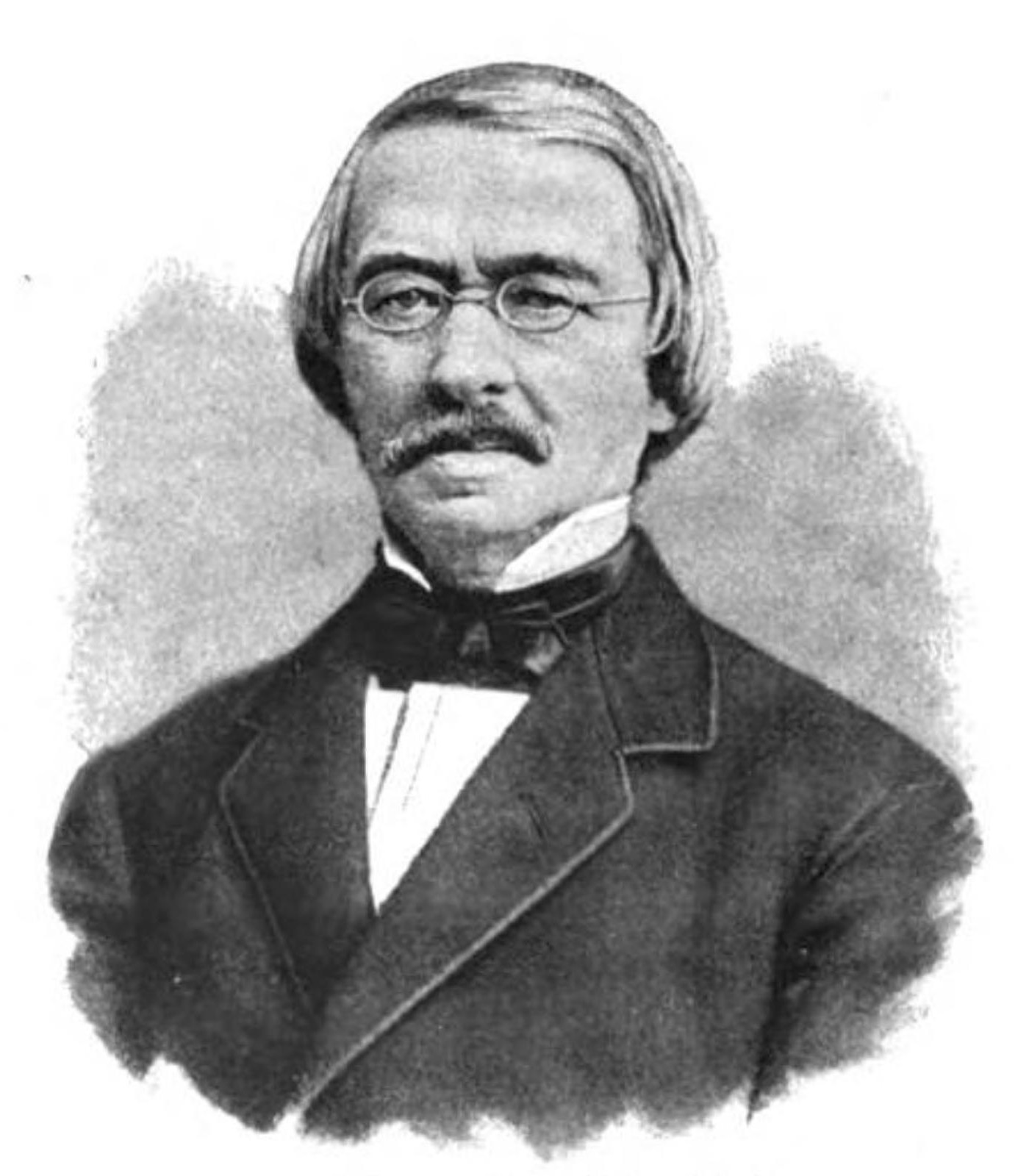
Theodor Kullak

Theodor Kullak (* 12. September 1818 in Krotoschin bei Posen; † 1. März 1882 in Berlin) war ein deutscher Pianist, Klavierlehrer und Komponist.

## Jugend und Ausbildung
Seinen ersten Klavierunterricht erhielt Kullak bei Albert Agthe in Posen.
Im Alter von acht Jahren erregte er die Aufmerksamkeit von Fürst Anton Radziwiłł, der es ihm ermöglichte, mit elf Jahren zusammen mit der Sängerin Henriette Sontag aufzutreten. Sein Klavierspiel gefiel dem König und er erhielt eine Börse mit 30 Goldstücken. Fürst Radziwill sorgte dafür, dass Kullak eine Schulbildung  in Züllichau  erhielt.
1833 starb der Fürst. Nach des Vaters Willen musste er nun nach Berlin, um Medizin zu studieren und sich seinen Lebensunterhalt durch Musikunterricht zu verdienen. Der Graf Gustav Adolf Wilhelm von Ingenheim führte ihm Schüler zu und ermöglichte so, dass er bei Wilhelm Taubert Klavierunterricht und bei Siegfried Dehn Unterricht in Harmonielehre nehmen konnte.
Weitere Hilfe kam von hochgestellten Personen. Dieses Mal setzte sich die Ober-Hofmeisterin, Frau Hermine von Massow, für ihn ein. Es gelang ihr, König Friedrich Wilhelm IV.  zu einem Geschenk von 400 Thalern zu bewegen, damit er seine Musikstudien fortsetzen konnte. 1842 kehrte er dem Medizinstudium den Rücken und reiste nach Wien.
Von 1842 bis 1843 studierte Kullak bei Simon Sechter, Otto Nicolai und Carl Czerny in Wien. Nach einer erfolgreichen Konzert-Tournee durch Österreich wurde er 1843 Klavierlehrer der Prinzessinnen und der Prinzen des königlichen Hauses in Berlin und erhielt 1846 den Titel eines königlichen Hofpianisten, der gut dotiert war. Er war der angesehenste Klavierlehrer seiner Zeit in Berlin.

## Pädagoge und Komponist
1850 gründete er gemeinsam mit Julius Stern und Adolf Bernhard Marx das Stern’sche Konservatorium. Dieses verließ er im Jahre 1855, um die Neue Akademie der Tonkunst zu gründen, die er bis zu seinem Tode leitete. Sie war auf die Pianistenausbildung spezialisiert und war bald das größte deutsche Privatinstitut für Musikerziehung. Für den Unterricht verfasste er auch Schriftenreihen, wie
- Schule der Fingerübungen und des Oktavenspiels
- Materialien für den Elementarunterricht (3 Hefte)
- Der praktische Teil zur Methode des Pianofortespiels von Moscheles und Fétis (2 Hefte)

1880 feierte die Neue Akademie der Tonkunst ihr 25-jähriges Bestehen mit 100 Lehrern und über 1000 Schülern. Darunter befanden sich: Hans Bronsart von Schellendorf, Alfred Grünfeld, Erika Nissen, Louis Maas, Martha Remmert, Emil Liebling, Edward Baxter Perry, Nikolai Grigorjewitsch Rubinstein, Neally Stevens, Constantin Sternberg, John Orth, August Hyllested, Adele aus der Ohe, William Hall Sherwood, Hans Bischoff, Moritz Moszkowski, James Kwast, Théo Ysaÿe, Alexander Iljinski sowie Xaver und Philipp Scharwenka.
Ihm folgte sein Sohn Franz Kullak nach, der der Akademie bis zu deren Auflösung 1890 vorstand.
Die Musik-Lexika jener Zeit berichten übereinstimmend, dass Kullak als der Erfinder der sogenannten Transkriptionen, d. h. Bearbeitungen von Liedern und Opernarien oder ganzen Szenen für Pianoforte, anzusehen sei.
Kullak komponierte neben etwa 130 sehr effektvollen Salonstücken eine Klaviersonate, eine Klaviersinfonie, ein Klavierkonzert sowie Werke für Klavier und Violine.
- Theodor Kullak Auflistung seiner Werke

## Diskographie
- Kullak, Theodor: Klavierkonzert c-moll op. 55 (Hyperion Records 1999; Serie: 'The Romantic Piano Concerto' Vol. 21)[4]